# Glaphyrus micans
Glaphyrus micans es una especie de coleóptero de la familia Glaphyridae.

## Distribución geográfica
Habita en Cáucaso, Irán, Asia Menor y en Armenia.